# Massengräber in Žirovnica
Auf dem Gebiet der Gemeinde Žirovnica in Slowenien wurden bisher (Stand Februar 2024) insgesamt vier Massengräber in Pongrac und Zabukovica aus der Zeit um den Zweiten Weltkrieg gefunden.

## Moste
In Moste fand man zwei Massengräber aus dem Zweiten Weltkrieg. 
Die Massengräber Baudova Brachland 1 und 2 (slowenisch: Grobišče Baudova ledina 1, 2) liegen nördlich der Siedlung und enthalten die Überreste von sechs bis zwölf kroatischen Soldaten. 
- Grobišče Baudova ledina 1 liegt in einer ehemaligen Kiesgrube auf einer Lichtung, umgeben von Büschen. Die Grabstelle wurde eingeebnet.[1]

- Grobišče Baudova ledina 2 liegt im Wald nördlich des ersten, auf einem kleinen Plateau am Fuße des Abhangs des Berges Ajdna.[8][2]

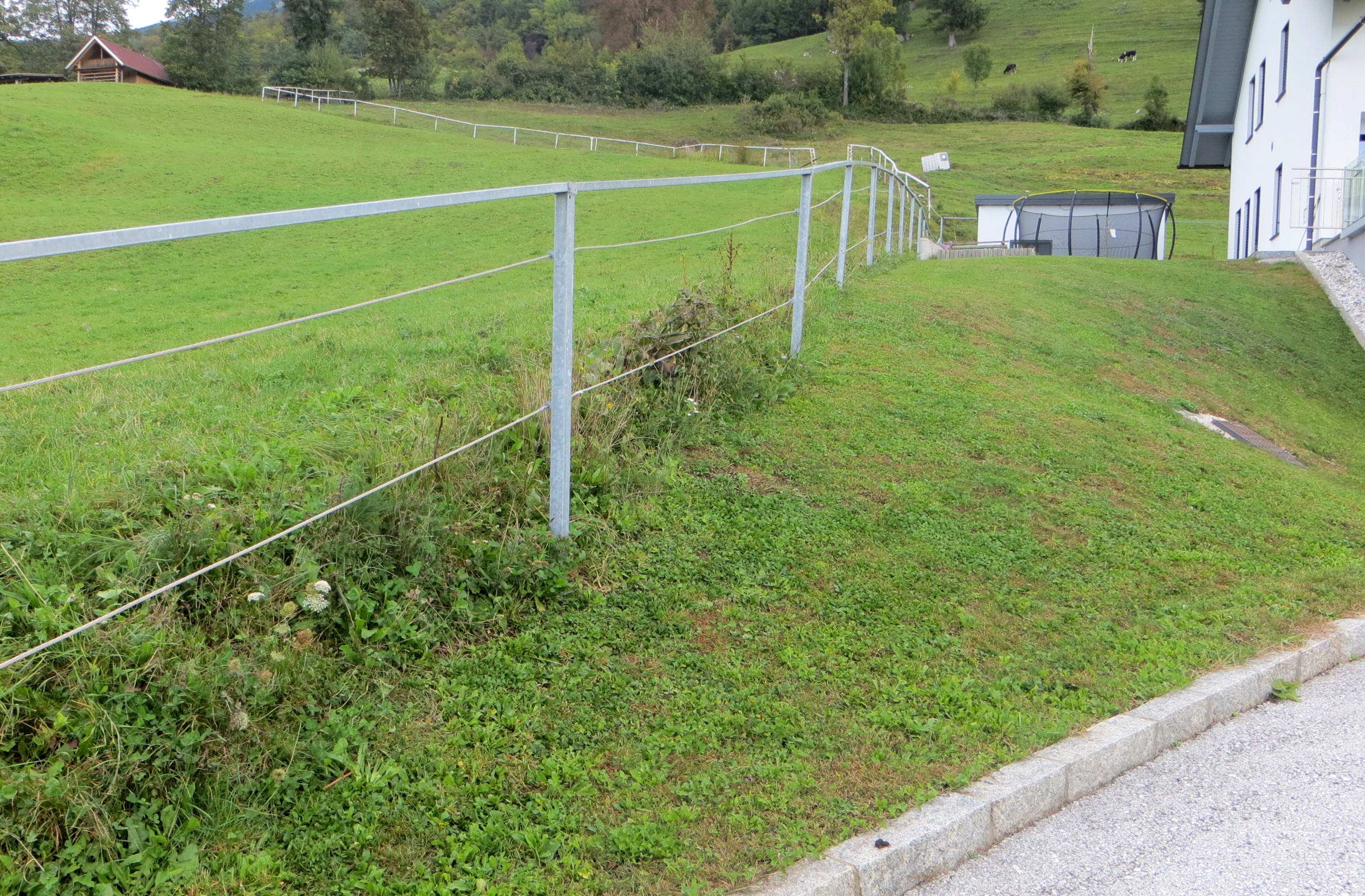
Massengrab von Selo pri Zirovnici

## Selo pri Žirovnici
In Selo pri Žirovnica befindet sich ein Massengrab aus der Zeit unmittelbar nach dem Zweiten Weltkrieg. 
- Das Massengrab von Selo pri Žirovnici (Grobišče Selo pri Žirovnici), auch bekannt als Massengrab der Pohar-Wiese (Grobišče Poharjev travnik), liegt in einer Wiese neben einem Zaun, der es von einer Weide trennt, nordöstlich des Hauses in Selo in Žirovnica Nr. 114. Die Grabstelle ist durch aufgeschüttete Erde gekennzeichnet. Es enthält die Überreste von sechs kroatischen Soldaten, die zwischen dem 14. und 18. Mai 1945 ermordet wurden.[3]

## Vrba
In Vrba befindet sich ein Massengrab aus dem Zweiten Weltkrieg. 
- Das Massengrab Belejeva Linden (Grobišče Belejeva lipa) liegt in einer Wiese südlich der Siedlung und westlich der Autobahn. Es enthält die Überreste von 20 Menschen aus Jesenice, die auf dem Weg von Jesenice nach Begunje na Gorenjska getötet wurden.[4]